# Echinoecus
Echinoecus is een geslacht van kreeftachtigen uit de klasse van de Malacostraca (hogere kreeftachtigen).

## Synoniemen
- Eumedon A. Milne-Edwards, 1879
- Liomedon Klunzinger, 1906
- Proechinoecus Ward, 1934

## Soorten
- Echinoecus nipponicus Miyake, 1939
- Echinoecus pentagonus (A. Milne-Edwards, 1879)
- Echinoecus sculptus (Ward, 1934)